# Атлантически бял марлин
Атлантическият бял марлин (Kajikia albida) е вид бодлоперка от семейство Марлинови (Istiophoridae). Възникнал е преди около 3,6 млн. години по времето на периода неоген. Видът е уязвим и сериозно застрашен от изчезване.

## Разпространение и местообитание
Разпространен е в Алжир, Ангола, Ангуила, Антигуа и Барбуда, Аржентина, Асенсион и Тристан да Куня, Барбадос, Бахамски острови, Белиз, Бенин, Бермудски острови, Бонер, Бразилия, Британски Вирджински острови, Венецуела, Габон, Гамбия, Гана, Гваделупа, Гватемала, Гвиана, Гвинея, Гвинея-Бисау, Гибралтар, Гренада, Гърция, Демократична република Конго, Доминика, Доминиканска република, Екваториална Гвинея, Западна Сахара, Испания (Канарски острови), Италия, Кабо Верде, Кайманови острови, Камерун, Канада, Колумбия, Коста Рика, Кот д'Ивоар, Куба, Кюрасао, Либерия, Либия, Мавритания, Малта, Мароко, Мексико, Монсерат, Намибия, Нигерия, Никарагуа, Остров Света Елена, Панама, Португалия (Азорски острови и Мадейра), Пуерто Рико, Саба, Сао Томе и Принсипи, САЩ, Свети Мартин, Сейнт Винсент и Гренадини, Сейнт Китс и Невис, Сейнт Лусия, Сен Естатиус, Сенегал, Сиера Леоне, Синт Мартен, Суринам, Того, Тринидад и Тобаго, Тунис, Турция, Търкс и Кайкос, Уругвай, Франция, Френска Гвиана, Хаити, Хондурас, Южна Африка и Ямайка.
Обитава крайбрежията на морета и заливи в райони с тропически, умерен и субтропичен климат. Среща се на дълбочина от 58 до 150 m, при температура на водата от 1,6 до 23,8 °C и соленост 34,2 — 36,5 ‰.

## Описание
На дължина достигат до 3 m, а теглото им е максимум 82,5 kg.
Популацията на вида е намаляваща.